# توان طراحی گرمایی
توان طراحی حرارتی یا نقطه طراحی حرارتی (به انگلیسی Thermal Design Power) به حداکثر مقدار توانی که سیستم خنک‌کننده باید در رایانه پراکنده کند، اشاره دارد. به عنوان مثال، یک سیستم خنک‌کننده لپ‌تاپ ممکن است برای یک تی‌دی‌پی با مقدار ۲۰ وات طراحی شده باشد، به این معنی که سیستم خنک‌کننده می‌تواند بیشتر از گرمایی که از ۲۰ وات برای یک پردازنده به وجود می‌آید را پراکنده کند که این عمل را بوسیله روش‌های خنک‌کننده از جمله بادبزن (فن) انجام دهد. واژه تی‌دی‌پی معمولاً به توانی که تراشه مصرف می‌کند اشاره ندارد بلکه به توانی که پردازنده در هنگام حداکثر کاری مصرف می‌کند، اشاره دارد. در بعضی موارد تی‌دی‌پی دست کم تخمین زده می‌شود، مثلاً در کاربردهای واقعی مانند بازی‌ها یا رمزگشایی تصاویر، مقدار تی‌دی‌پی پردازنده بیش از حد می‌شود. در چنین حالتی پردازنده یا باعث یک نقص می‌شود یا از سرعت آن کاسته می‌شود. معمولاً تی‌دی‌پی‌ها برای خانواده‌ای از پردازنده‌ها مشخص می‌شوند.

توان مصرفی یک پردازنده با ظرفیت C, کار در بسامد f و ولتاژ v, تقریباً برابر است با:
{\displaystyle P=CV^{2}f}